# Guillaume le Clerc de Normandie
Ne doit pas être confondu avec Guillaume le Clerc de Picardie.
Pour les articles homonymes, voir Le Clerc et Guillaume le Clerc.
 (août 2023).
Guillaume le Clerc de Normandie est un trouvère anglo-normand installé en Angleterre au XIIIe siècle.
Guillaume le Clerc de Normandie a composé vers 1210, un Bestiaire divin de 3 290 vers. Il s'agit de la traduction versifiée et augmentée,la version dite H-B-Is de la première famille du Bestiarium latinum, et entre 1226 et 1227, Le Besant de Dieu, une œuvre didactique de la typologie chrétienne.
Le Besant de Dieu est un poème de 3756/8 vers, inspiré du De miseria humanae conditionis, de Lothaire de Segni (1161-1216) future d’Innocent III en 1198 et des sermons de l’évêque de Paris Maurice de Sully (v. 1105-1196), sa rédaction est située entre 1226 et 1227.
Les Treis moz comptent 512 vers, composés entre 1127 et 1238, dates de l’épiscopat de leur dédicataire, l’évêque Alexander of Stavenby. Ce dernier aurait suggéré à notre poète de composer un écrit sur le thème des trois mots dont l’homme prudent doit se garder : fumee, degot et la male moillier (la fumée, la pluie et la mégère). Il semble qu’il se soit inspiré ici à nouveau du De miseria humanae conditionis de Lothaire de Segni, bien qu’il ne le cite pas directement, comme dans le Besant.
La Vie de Tobie en 1408/26 octosyllabes dédiés au prieur de Notre-Dame de Kenilworth. Il suit d’assez près le texte de la Vulgate, introduisant par le récit allégorique des quatre filles de Dieu, composé d’après le Psaume 84, 11, et qui a connu sa propre tradition littéraire indépendante de la Vie de Tobie. Reinsch suggère que pour cette partie de son poème, Guillaume se serait inspiré du Chasteau d’Amour de Robert Grosseteste (vers 1230).
Guillaume est aussi l’auteur d’une Vie de Madeleine en 712 vers.
Enfin, il a composé un poème de 1164 vers sur les Joies de Notre Dame, dont le début largement digressif semble inspiré par les Mirabilia urbis Romae, mais ses sources sont multiples et variées, puisant autant dans les textes bibliques que chez les Pères et les docteurs de l’Église. de son propre aveu, Guillaume ne se fait ici que le rapporteur de merveilles relatées dans d’autres œuvres : « car je ne veux affabuler, ni rien m’approprier, ne transmettre que l’œuvre dont je l’ai appris ».

## Œuvres
- Le Besant de Dieu, Éd. Pierre Ruelle, Bruxelles, Éditions de l’Université de Bruxelles, 1973
- Le Besant de Dieu, Éd. Ernst Martin, Genève, Slatkine Reprints, 1975
- La Chevalerie des sots : le Roman de Fergus, Trubert, fabliau XIIIe siècle, Éd. Romaine Wolf-Bonvin, Douin de Lavesne, Paris, Stock, 1990  (ISBN 2234022894)
- Le Bestiaire divin de Guillaume, clerc de Normandie, Éd. Célestin Hippeau, Genève, Slatkine Reprints, 1970